# ZA-13
La voie rapide ZA-13 est une autoroute urbaine en projet qui pénètre Zamora par le sud en venant de Salamanque.
Elle va doubler la N-630 jusqu'au centre ville.
Elle reliera l'A-66 à la rocade de la ville (ZA-20).

## Tracé
- Elle va se déconnecter de l'A-66 et se terminer au croisement avec la variante sud de Zamora (ZA-20) qui entoure la ville.

### Référence
- Nomenclature